# Кузьмінов Василь Павлович
Кузьмінов Василь Павлович (29 квітня 1913 — 5 травня 1985)  — радянський танкіст, брав участь у Другій світовій війні. Герой Радянського Союзу(1946).

## Життєпис
Народився 29 квітня 1913 в селі Троїцьке Попаснянського району Луганської області в селянськії родині. З 1931 року жив у селі Старобешеве Донецької області. Працював директором Будинку культури.
Строкову службу у лавах РСЧА пройшов у 1935-1937 роках. У 1940 закінчив Сталінську міжобласну партійну школу.

## Участь у Другій світовій війні
У вересні 1941 був мобілізований до лав РСЧА. У 1944 році закінчив Казанське танкове училище.
Воював у складі 78-го гвардійського танкового полку (7-й механізований корпус, 2-й Український фронт). Відзначився при звільненні міста Брно в квітні 1945 року. 
15 травня 1946 за зразкове виконання бойових завдань командування і проявлені при цьому мужність і героїзм гвардії молодшому лейтенанту Кузьмінову Василю Павловичу присвоєно звання Героя Радянського Союзу з врученням ордена Леніна та медалі «Золота Зірка».

## Мирне життя
З 1946 року В. П. Кузьмінов в запасі. Жив у селищі Старобешеве . Працював на керівних постах району - директором Старобешівського маслозаводу, заступником голови Старобешівського райвиконкому, працівником райкому партії, директором Старобешівської заготконтори.
Помер 5 травня 1985 року.

## Нагороди
Герой Радянського Союзу — Медаль «Золота Зірка», Орден Леніна, медаль «За перемогу над Німеччиною у Великій Вітчизняній війні», медаль «За визволення Праги», медаль «За доблесну працю», медаль «Ветеран праці».

## Біографічні статті
- Кузьминов Василий Павлович. на www.warheroes.ru. Архів оригіналу за 29 листопада 2014. Процитовано 10 січня 2015.(рос.)
- Енциклопедія Сучасної України [Архівовано 27 вересня 2017 у Wayback Machine.].